# L'Étrange Créature du lac noir
Série
La Revanche de la créature
(1955)
Pour plus de détails, voir Fiche technique et Distribution.
L'Étrange Créature du lac noir (Creature from the Black Lagoon, litt. « Créature du lagon noir ») est un film d'horreur américain en noir et blanc réalisé par Jack Arnold, sorti en 1954.
Le film est tourné pour être visionné en trois dimensions par procédé de lunettes polarisantes. Contrairement à ce que l'on prétend, le film n'est pas le premier long métrage 3D des années 1950, deux ans auparavant c'est Bwana Devil qui avait cet honneur.
Il fait partie de la série des Universal Monsters. Il a donné lieu à une suite, La Revanche de la créature, sortie en 1955.

## Synopsis

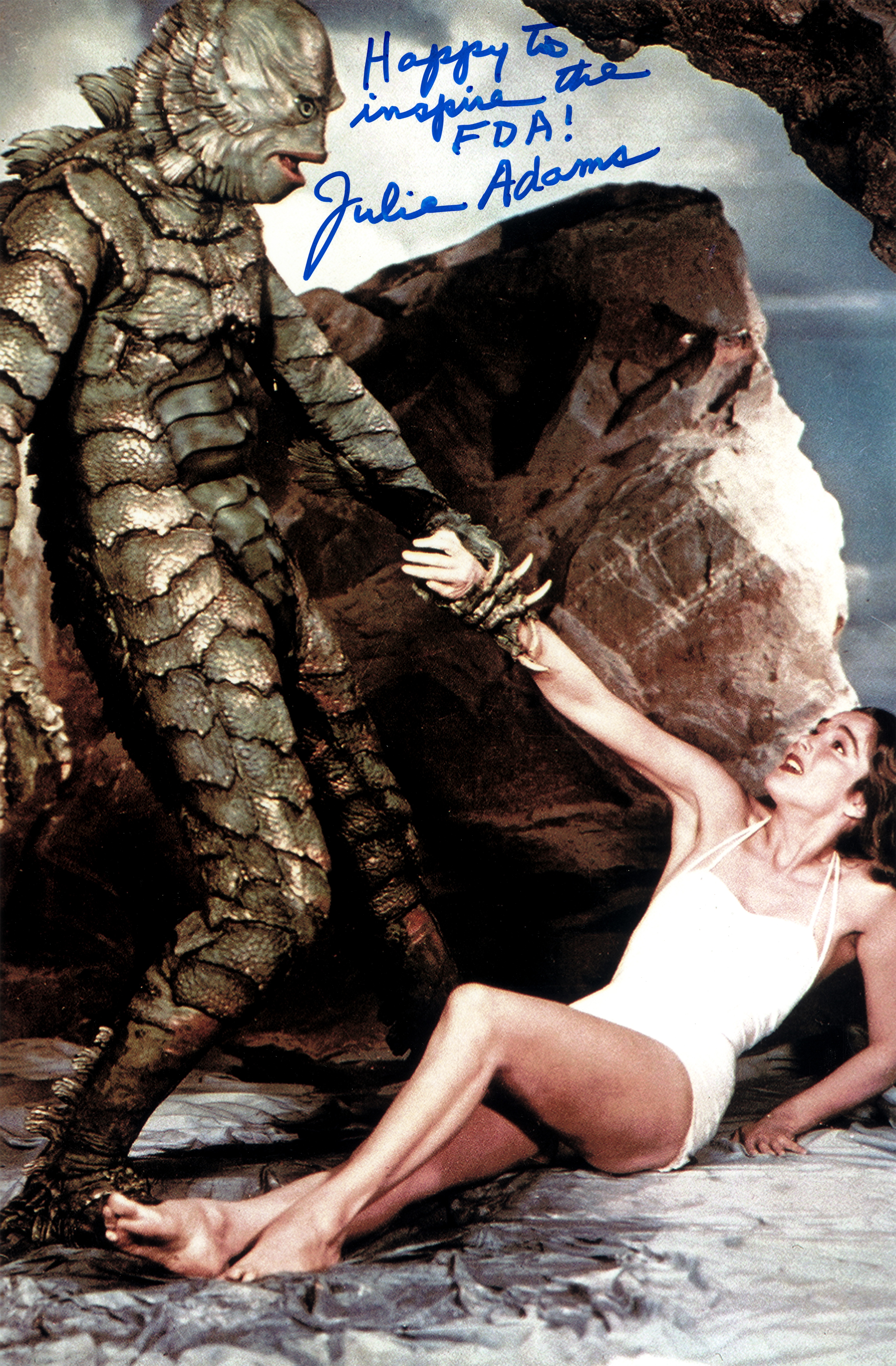
Photographie promotionnelle, signée par Julie Adams.

Dans les années 1950, une expédition en Amazonie découvre, grâce à des preuves fossilisées datant du Dévonien, un lien entre la terre et les animaux marins. Le chef de l'expédition Carl Maia rend alors visite au Dr David Reed, un ichtyologiste qui travaille dans un institut de biologie marine, qui persuade à son tour le Dr Williams de financer les recherches pour retrouver d'autres preuves.
Lorsque l’expédition — composée de quatre scientifiques, du commandant du bateau ainsi que de Kay Lawrence, la compagne du Dr Reed — arrive au camp, ils découvrent que les hommes laissés sur place ont été massacrés. L'équipe décide alors de s'enfoncer dans le lagon noir, ignorant que le responsable des meurtres du camp n'est autre qu'une créature amphibie préhistorique vivant en ces lieux, forme humaine, tête effrayante, mains palmées dotées de griffes puissantes, force colossale. Mais sensible au charme féminin.

## Fiche technique
Sauf indication contraire, les informations mentionnées dans cette section peuvent être confirmées par la base de données cinématographiques IMDb,  présente dans la section « Liens externes ».
- Titre original : Creature from the Black Lagoon
- Titre français : L'Étrange Créature du lac noir
- Réalisation : Jack Arnold
- Scénario : Harry Essex et Arthur A. Ross, d'après une histoire de Maurice Zimm
- Musique : Henry Mancini, Hans J. Salter et Herman Stein (non crédités)
- Direction artistique : Hilyard M. Brown et Bernard Herzbrun
- Costumes : Julia Adams et Rosemary Odell
- Photographie : William E. Snyder
- Montage : Ted J. Kent
- Production : William Alland
- Société de production : Universal Pictures
- Sociétés de distribution : Universal Pictures (États-Unis), Universal Film (Belgique), Universal (France)
- Pays de production :  États-Unis
- Langue originale : anglais
- Format : noir et blanc - 2,00:1 - Son Mono (Western Electric Recording) - 35 mm
- Genres : fantastique, horreur, science-fiction
- Durée : 79 minutes
- Dates de sortie :
  - États-Unis : 5 mars 1954
  - France : 13 avril 1955
- Affiches : Reynold Brown (États-Unis), Constantin Belinsky (France)

## Distribution
Légende : 1er doublage (1955) / 2e doublage (200?)

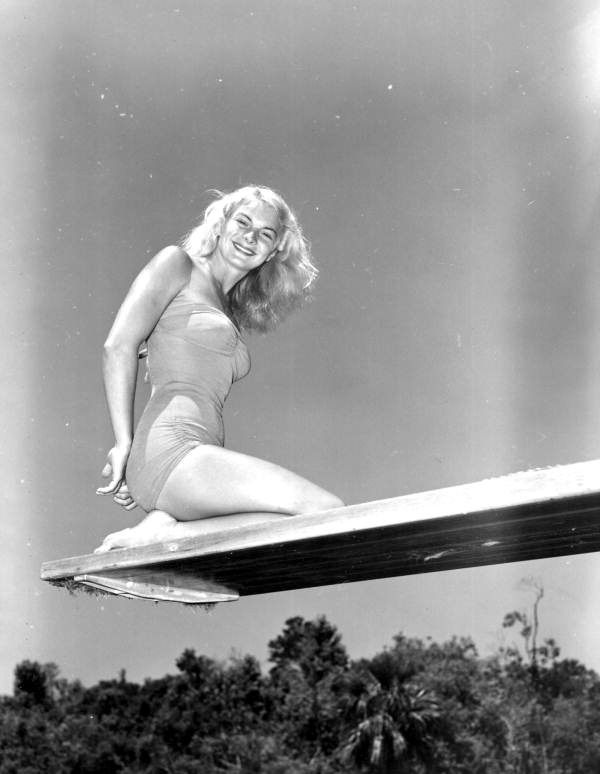
Ginger Stanley, doublure féminine pour les scènes aquatiques du film et de sa suite (1955).

- Richard Carlson (VF : Jacques Thebault / Nicolas Marié) : le docteur David Reed
- Julia Adams (VF : Therese Rigaut / Céline Mauge) : Kay Lawrence
- Richard Denning (VF : Jean-Claude Michel / Guy Chapelier) : le docteur Mark Williams
- Antonio Moreno (VF : Raymond Rognoni / Michel Modo) : le docteur Carl Maia
- Nestor Paiva (VF : Camille Guerini / Jean-Michel Farcy) : Lucas, le capitaine du Rita
- Whit Bissell (VF : Gérard Férat / Régis Reuilhac) : Edwin Thompson
- Sydney Mason (VF : André Valmy) : le docteur Matos
- Bernie Gozier (VF : Georges Aminel) : Zee, un marin du Rita
- Rodd Redwing (VF : Ky Duyen / Thierry Wermuth) : Louis
- Ricou Browning : la créature sous l'eau (non crédité)
- Ben Chapman : la créature à l'air libre (non crédité)
- Roland Ménard / Patrick Borg : le narrateur (pour la Version Française)

Cascades
- Jack N. Young[1]
- Ginger Stanley[2] (non créditée)[3]

## Production

### Genèse
La production du film L'Étrange Créature du Lac Noir vient après la sortie du Le Météore de la nuit (1953). Le producteur William Alland et le réalisateur Jack Arnold travaillent de nouveau ensemble.

### Conception de la Créature du Lac Noir

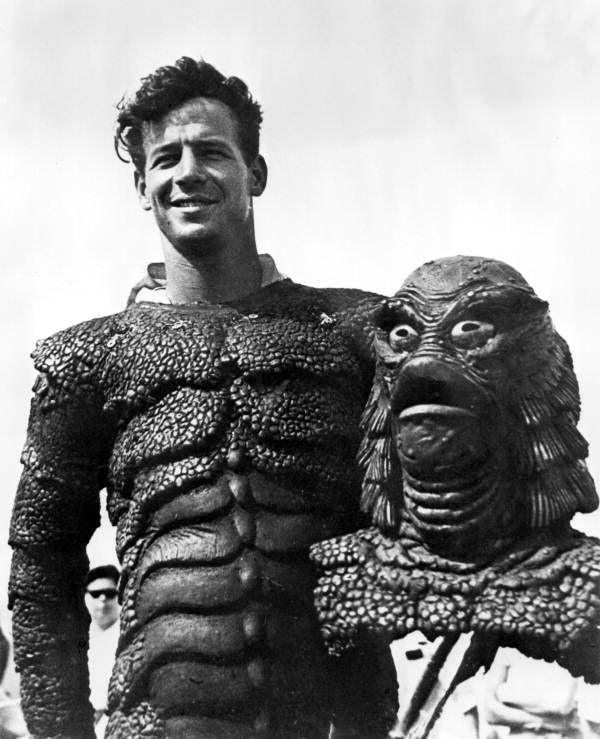
Ricou Browning dans son costume de la Créature (Gill-man), dans ce film et sa suite (1955), ainsi que La créature est parmi nous (1956).

La Créature du lac noir est conçue par Millicent Patrick, une dessinatrice et actrice pour Universal-International, ainsi que par l'équipe du chef maquilleur Bud Westmore. Deux costumes sont taillés sur mesure pour les deux acteurs interprétant la Créature du Lac Noir. Les têtes d'amphibiens des deux acteurs sont moulées sur leurs visages. Lorsqu'elle est sous l'eau, la créature est interprétée par le cascadeur Ricou Browning. L'acteur, non crédité au générique, est embauché pour ses talents de nageur. Hors de l'eau, Ben Chapman interprète la créature, l'acteur est également non crédité.

### Tournage
Le tournage a lieu entre le 13 octobre et le 15 novembre 1953, en Floride et en Californie, en particulier aux studios d'Universal.
Le film est réalisé en relief par Jack Arnold.

## Accueil
Le 7 novembre 2012, le film ressort en version 3D restaurée et numérique dans quelques salles en France, grâce au distributeur Carlotta Films.

## Suites
Deux suites sont produites par le studio sous les titres, La Revanche de la créature (Revenge of the Creature) du même Jack Arnold en 1955 et La créature est parmi nous (The Creature Walks Among Us) de John F. Sherwood en 1956. La créature revient en 1987 dans The Monster Squad de Frank Dekker (qui comprend également Dracula, la créature de Frankenstein, le loup-garou et la momie), avec un aspect légèrement différent…

## Distinctions et hommages
Un animal dont on a retrouvé les restes fossiles âgés de 334 millions d'années dans une carrière à proximité d'Édimbourg a été dénommé en 1998 Eucritta melanolimnetes, littéralement « la créature du lagon noir » d'après le titre original du film.
Dans le jeu vidéo Metal Gear Solid 3: Snake Eater, il s'agit de l'un des films que le médecin cinéphile recommande au personnage jouable.

## Autour du film
- Juste avant l'une des plus célèbres scènes de toute la carrière de Marilyn Monroe, celle de la grille de métro où sa robe blanche se soulève dans le film Sept Ans de réflexion de Billy Wilder, Tom Ewell et Marilyn Monroe sortent d'une salle de cinéma où l'on donne L'Étrange Créature du lac noir et devisent à propos du film :

— (Marilyn Monroe) Didn't you just love the picture? I did. But I just felt so sorry for the creature at the end.
— (Tom Ewell) Sorry for the creature? What did you want? Him to marry the girl?
— He was kinda scary-looking, but he wasn't really all bad. I think he just craved a little affection - you know, a sense of being loved and needed and wanted.
— That's a very interesting point of view.
— Do you feel the breeze from the subway? Isn't it delicious?
Ou dans la version française :
— « (Marilyn Monroe) Vous ne trouvez pas ce film formidable ? Moi si ! J'ai eu tellement pitié du malheureux monstre à la fin.
— (Tom Ewell) Pitié du malheureux monstre ! Qu'est-ce que vous auriez voulu ? Qu'il épouse la fille ?
— Ah oui il avait un air effrayant. Ce n'était pas vraiment une brute ! Je crois qu'il avait simplement besoin d'affection. Vous savez, besoin d'un peu d'amour, de tendresse, de bonheur.
— Voila un fort intéressant point de vue.
— Oh vous ne sentez pas le courant d'air du métro ? N'est-ce pas délicieux ? »
Et la robe de Marilyn de se soulever.

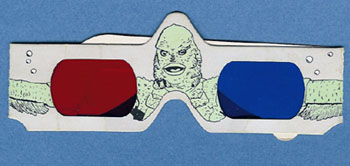
Les lunettes dites « 3D Video » fournies par le magazine de télévision partenaire de l'opération.

- Le passage de la version anaglyphe du film à la télévision en France (FR3) et en Belgique (RTBF) simultanément, le 19 octobre 1982[6] dans le cadre de l'émission La Dernière Séance a marqué la mémoire de nombreux téléspectateurs. Pour la diffusion de cette émission spéciale, appelée « séance en relief », les téléspectateurs peuvent se procurer les lunettes équipées de filtres bleu et rouge[7] en achetant un magazine de télévision partenaire de l'opération. Dans son Dictionnaire du cinéma, Jacques Lourcelles précise à propos de cette expérience de relief à la télévision française : « Insuffisamment expliquée, mais parfaitement réussie sur le plan technique, elle déçut le public et n'a pas été renouvelée depuis lors »[8].

## Projet de remake
On parla longtemps d'un remake chez Universal, qui est déterminé depuis une dizaine d'années à remettre au goût du jour les monstres de son répertoire classique tels que La Momie, Wolfman, Van Helsing…
Selon le réalisateur Breck Eisner en 2009 : « Nous leur avons livré un nouveau script, mais je pense qu'ils vont attendre de voir comment cela se passe avec Wolfman avant de se décider. J'étais en plein tournage, donc je n'ai pas pu suivre ça de près depuis un mois, mais j'ai bon espoir. Cela fait deux ans que nous travaillons dessus et nous sommes très excités à l'idée de nous y lancer (…) Le design du monstre est achevé, et ce sera un mélange de techniques traditionnelles et d'images de synthèse. Pour les gros plans, nous utiliserons donc un homme dans un costume qui sera ensuite probablement remplacé par les CGI (Computer-Generated Imagery), pour les plans larges et les scènes sous-marines. Nous sommes encore en train de concevoir l'approche pour ces séquences sous l'eau, mais les deux façons de faire devraient être utilisées car certains des mouvements sous-marins de la créature ne peuvent être réalisés par un homme dans un costume ».
En 2010, Carl Rinsch fut le dernier réalisateur à être attaché au projet (après que Breck Eisner se soit finalement retiré du projet) : « Je ne pense pas qu'il verra la lumière du jour pendant un moment ». Avec les recettes décevantes au box-office pour le remake de Wolfman, Universal décida de repousser le projet du remake de Creature from the Black Lagoon à une date ultérieure.
Avec le lancement du Dark Universal avec La Momie, la créature devrait avoir le droit de nouveau avec son film solo. Le tout dans un univers partagé avec les autres créatures emblématiques des  films d'horreur Universal.